# Suore di Santa Edvige
Le Suore di Santa Edvige (in tedesco Hedwigschwestern) sono un istituto religioso femminile di diritto pontificio.

## Storia

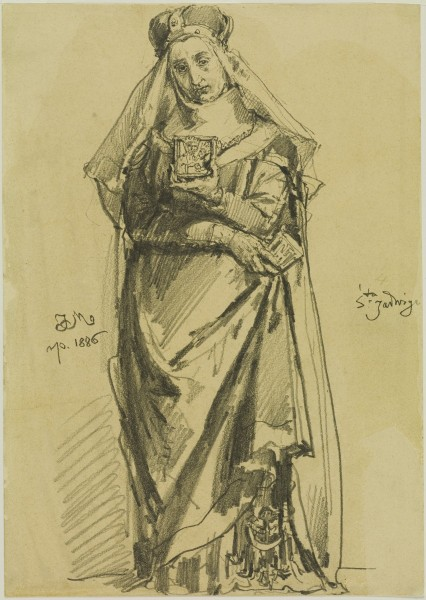
Santa Edvige

Le origini della congregazione risalgono al 1848, quando Robert Spiske (1821-1888) creò a Breslavia un'associazione intitolata a santa Edvige, patrona della Slesia, composta da vedove e giovani donne dedite all'assistenza ai ragazzi abbandonati e agli anziani.
In occasione di un suo viaggio a Roma, nel 1858 Spiske ebbe modo di incontrare papa Pio IX, che benedisse l'opera e appoggiò l'idea di trasformare il sodalizio in una congregazione: le prime aspiranti emisero la loro professione dei voti a Breslavia il 14 luglio 1859, dando formalmente inizio all'istituto.
Con le leggi emanate dallo stato prussiano nel 1875, tutte le comunità di suore di Santa Edvige vennero disperse (sopravvisse solo la casa di Wartha, dove le religiose gestivano un asilo per bambini malati): Spiske cercò di trasferire la sede della sua congregazione in Austria-Ungheria e nel 1877 stabilì la casa generalizia a Nesamislitz, in Boemia, da dove poterono rientrare in Slesia nel 1899.
La congregazione ricevette il pontificio decreto di lode nel 1872 e le sue costituzioni ottennero l'approvazione definitiva nel 1901; dal 25 marzo 1959 è aggregata all'Ordine di Sant'Agostino.

## Attività e diffusione
Le religiose dell'istituto si dedicano all'istruzione e all'educazione cristiana della gioventù e all'assistenza agli ammalati.
Le suore sono presenti in Austria, Repubblica Ceca, Danimarca, Germania, Polonia; la sede generalizia è a Berlino.
Alla fine del 2008 la congregazione contava 298 religiose in 36 case.